# Nicolás Agustín Ferreyra
Nicolás Agustín Ferreyra (n. Río Cuarto, Provincia de Córdoba, 30 de marzo de 1993) es un futbolista argentino. Juega de defensor central en Deportes La Serena de la Primera División de Chile.

## Trayectoria
Se inició en Estudiantes de Río Cuarto, pero con 16 años dejó su ciudad y se instaló en Córdoba, para sumarse a las divisiones inferiores de Club Atlético Belgrano.  
Hizo su debut en la Primera División el 4 de octubre de 2013 frente al club Argentinos Juniors. 
A inicios del 2019 llega al Club Bolívar donde termina saliendo campeón de la liga.
En 2021, cuando jugaba en el Club Atlético Rosario Central, convirtió de taco en el "clásico rosarino" frente a Club Atlético Newell's Old Boys para consumar la victoria por 3 a 0, y quedar marcado en la historia de los hinchas canallas.
En 2023 tiene un gran año con el club Club Bolívar, jugando 47 partidos, convirtiendo un gol, llegando a cuartos de final de Copa Libertadores de América y obteniendo la copa de la División Profesional de Bolivia. 
En 2024 llega a Club de Deportes Unión La Calera , donde convertiría el gol para clasificar a la fase de grupos de Copa Sudamericana.

## Clubes
| Club                        | País      | Año       |
| --------------------------- | --------- | --------- |
| Belgrano                    | Argentina | 2012-2018 |
| → San Marcos (cedido)       | Chile     | 2015-2016 |
| → Audax Italiano (cedido)   | Chile     | 2017      |
| AC Cuneo 1905               | Italia    | 2018      |
| Bolívar                     | Bolivia   | 2019      |
| Estudiantes (RC)            | Argentina | 2020-2022 |
| → Rosario Central (cedido)  | Argentina | 2021      |
| → Barracas Central (cedido) | Argentina | 2022      |
| Bolívar                     | Bolivia   | 2023      |
| Unión La Calera             | Chile     | 2024      |
| Deportes La Serena          | Chile     | 2025-Act. |

## Palmarés

### Títulos nacionales
| Título          | Club    | País    | Año  |
| --------------- | ------- | ------- | ---- |
| Torneo Apertura | Bolívar | Bolivia | 2019 |